# NGC 4581
NGC 4581 é uma galáxia elíptica (E) localizada na direcção da constelação de Virgo. Possui uma declinação de +01° 28' 42" e uma ascensão recta de 12 horas, 38 minutos e 05,1 segundos.
A galáxia NGC 4581 foi descoberta em 20 de Abril de 1882 por Edward Singleton Holden.